# La Houssaye
La Houssaye é uma comuna francesa na região administrativa da Normandia, no departamento de Eure. Estende-se por uma área de 4,24 km². Em 2010 a comuna tinha 211 habitantes (densidade: 49,8 hab./km²).